# Chrapy (żegluga)

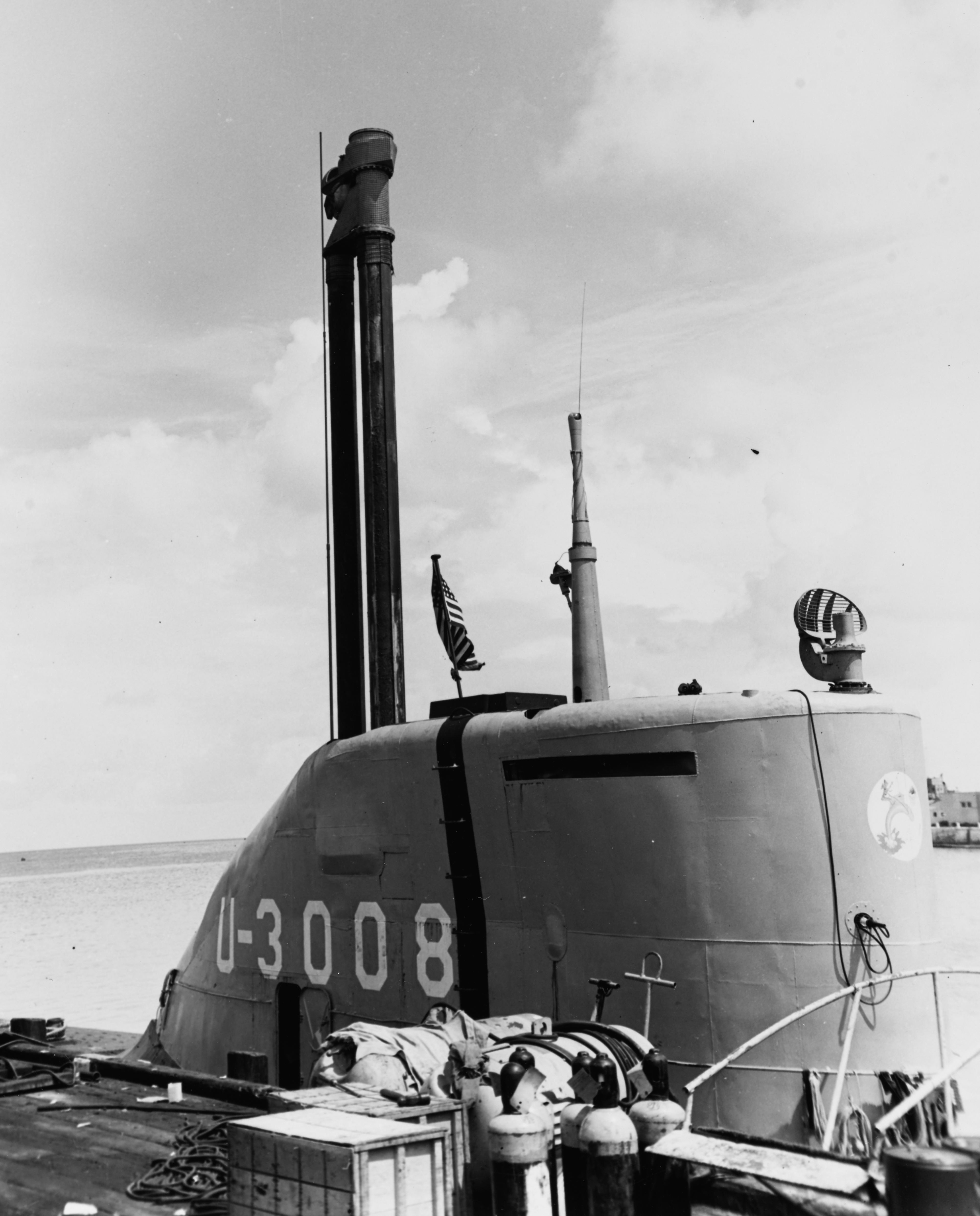
Kiosk okrętu U-3008 z wysuniętymi chrapami

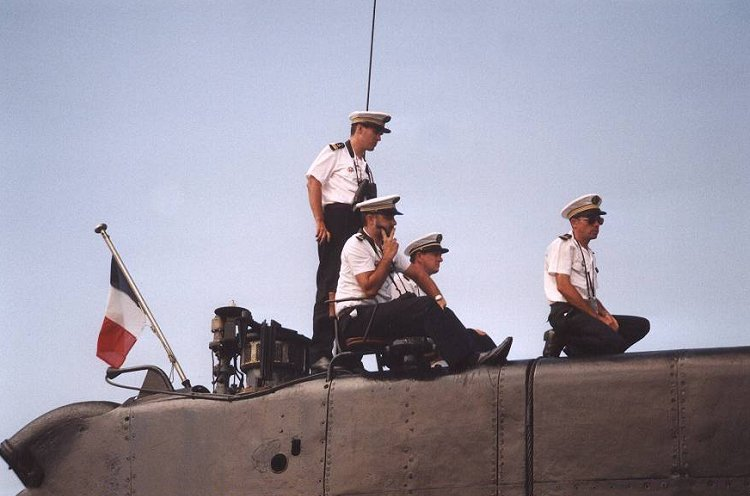
Fragment kiosku francuskiego okrętu podwodnego "Doris" z widocznymi chrapami (głowica z wlotem powietrza) z tyłu kiosku, za plecami załogi

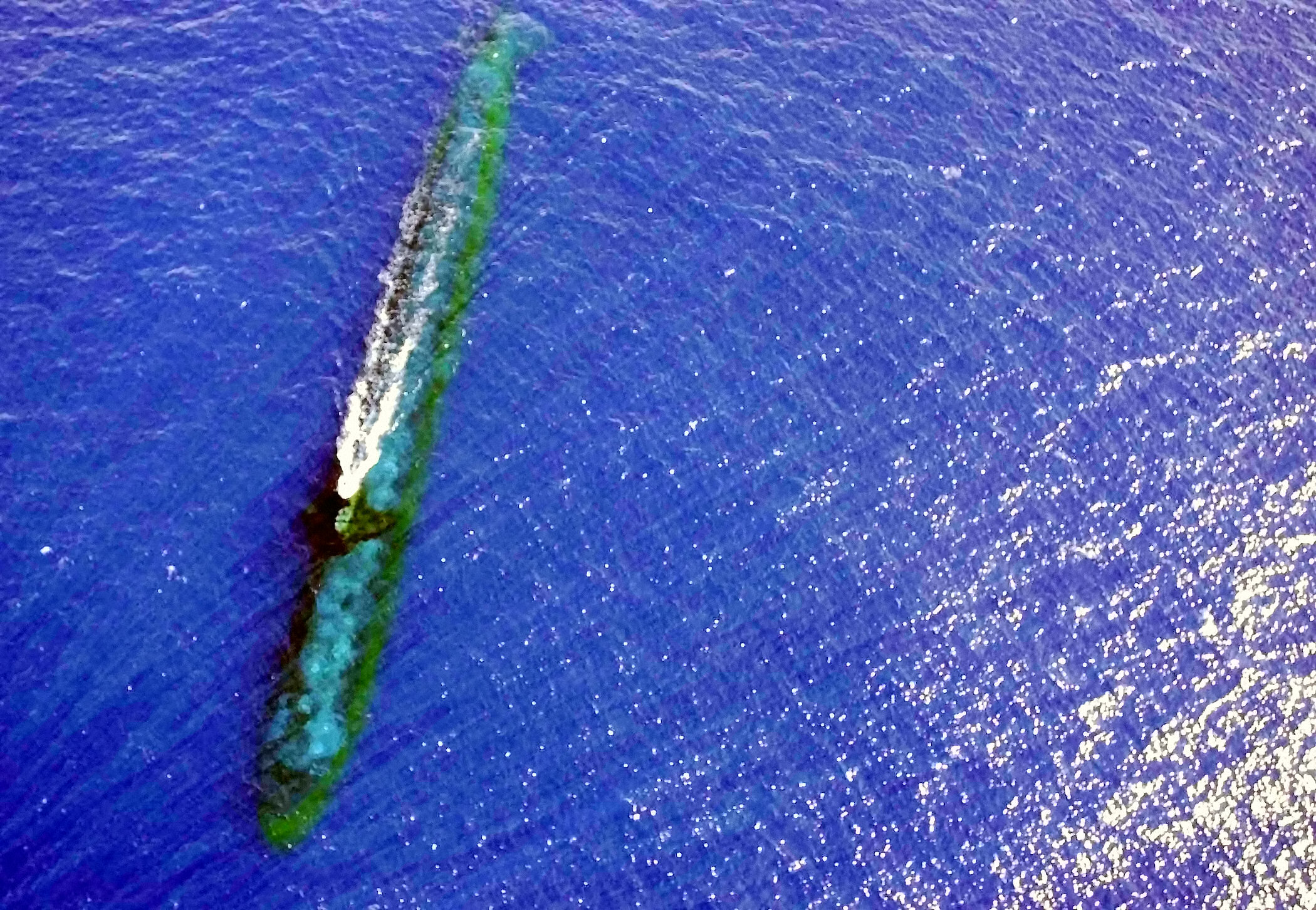
USS Chicago (SSN 721) na głębokości peryskopowej koło Malezji

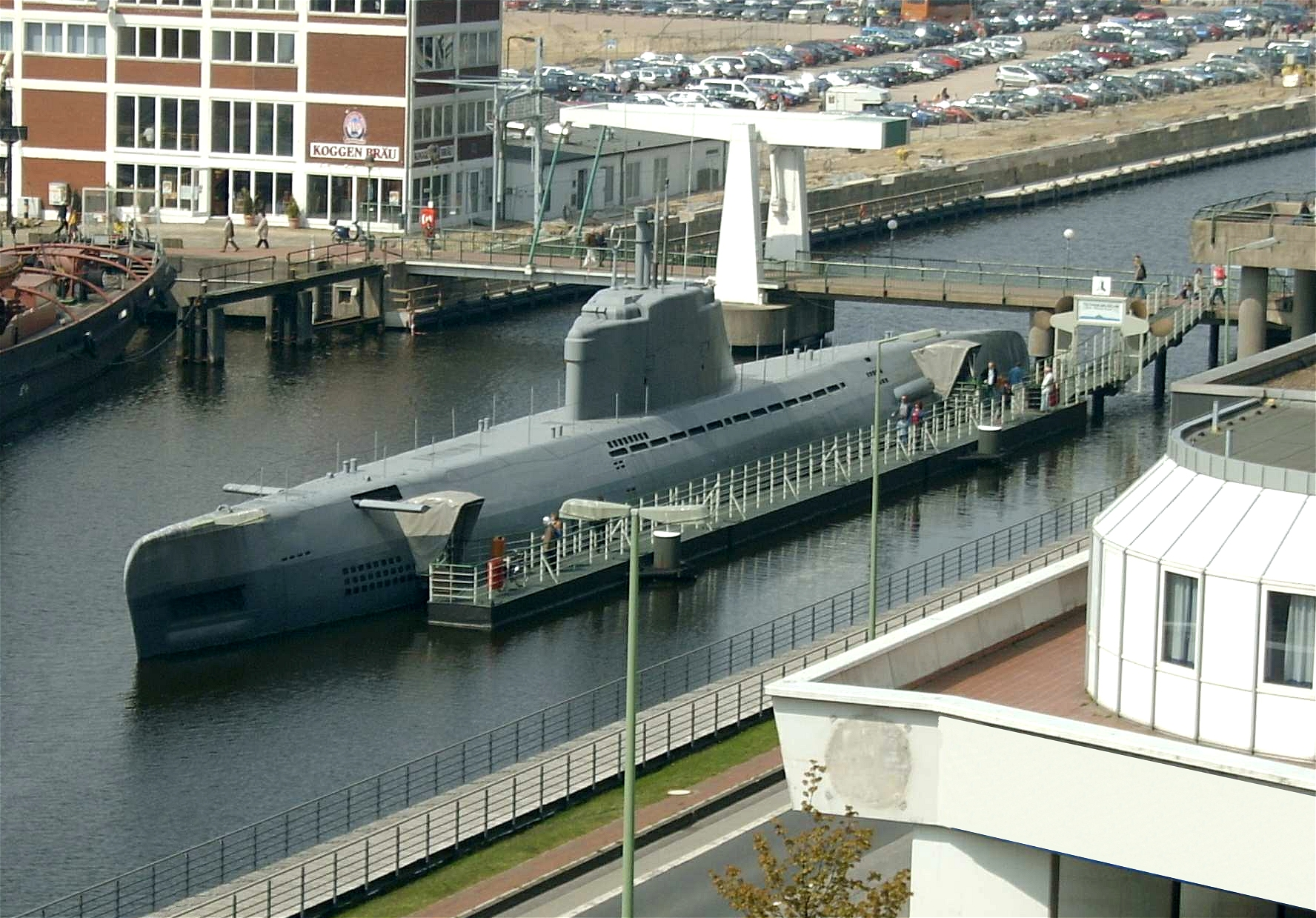
Niemiecki okręt muzeum
U-2540 typu XXI z okresu II wojny światowej w Bremerhaven - widoczne chrapy z głowicą z przodu kiosku (przed peryskopami)

Chrapy – urządzenie stosowane na okrętach podwodnych w celu doprowadzania powietrza do silników spalinowych w czasie, kiedy okręt jest zanurzony na głębokości peryskopowej. Idea chrap pojawiła się w projektach już w XVI wieku, rozwijała się następnie wraz z rozwojem konstrukcji jednostek zanurzalnych i okrętów podwodnych. Po raz pierwszy została praktycznie zastosowana przez amerykańskiego konstruktora Simona Lake'a w zbudowanej przez niego w 1897 roku łodzi podwodnej Argonaut Junior, w operacyjnych okrętach podwodnych zaś w zwodowanym w 1938 roku holenderskim O.19. Ta metoda dostarczania powietrza do wnętrza zanurzonych okrętów podwodnych została na nieco szerszą skalę zastosowana w niemieckich okrętach podwodnych podczas II wojny światowej, jednak rozpowszechniła się dopiero w okresie powojennym.

## Geneza
Wbrew rozpowszechnionej opinii, chrapy nie zostały opracowane po raz pierwszy w okresie międzywojennym w Holandii (jak podaje m.in. Clay Blair), lecz zostały po raz pierwszy zastosowane już w 1894 roku, kiedy amerykański wynalazca i pionier okrętów podwodnych Simon Lake wyposażył skonstruowany przez siebie okręt podwodny Argonaut Junior w maszt zasysania powietrza dla jego benzynowego silnika, który pozwalał tej jednostce operować w zanurzeniu z użyciem silnika spalinowego. Już jednak w 1578 roku brytyjski matematyk William Bourne zaprezentował swój pierwszy projekt okrętu podwodnego, wyposażonego celem wentylacji w maszt. Także w 1880 roku Francuz M. Lagane zaprezentował projekt półzanurzalnej łodzi podwodnej wyposażonej w maszt służący wentylowaniu silnika parowego. W roku 1911 natomiast, podczas podwodnej operacji z użyciem chrap zatonął japoński okręt podwodny. Holenderska konstrukcja Jana Wichersa, opatentowana jako „maszt powietrzny”, była jedynie próbą rozwoju konstrukcji amerykańskich i japońskich, przy czym maszt chrap Wichersa mógł być wysunięty na jedynie krótki czas i służył do wentylacji okrętu. Pierwszymi operacyjnymi jednostkami wyposażonymi w chrapy były holenderskie okręty podwodne typu O.19. Na większą skalę podczas II wojny światowej próbowały używać chrap  hitlerowskie Niemcy, w ramach udoskonalania swojej floty podwodnej dla potrzeb bitwy o Atlantyk, jednak aż do końcowego okresu wojny, jedynie stosunkowo niewielka liczba U-Bootów została wyposażona w tego rodzaju system. Później zostały przejęte przez niemal wszystkich konstruktorów okrętów podwodnych.

## Konstrukcja
Konwencjonalny okręt podwodny korzysta zwykle z napędu elektrycznego zarówno w położeniu nawodnym, jak i podwodnym. W wynurzonym okręcie silnik spalinowy napędza generator elektryczny, który zasila napędzający okręt silnik elektryczny. Prąd wytwarzany przez generator ładuje także baterie akumulatorów, z których z kolei czerpana jest energia elektryczna zasilająca silnik elektryczny w trakcie pływania w zanurzeniu (jest to tzw. napęd diesel-elektryczny). Zgromadzona w baterii akumulatorów energia elektryczna pozwala jednak na stosunkowo krótki czas pobytu pod wodą. Aby ominąć powyższe ograniczenie wprowadzono chrapy. Chrapy pozwalają na doprowadzanie do okrętu zanurzonego na małą głębokość (zazwyczaj głębokość peryskopową) powietrza niezbędnego do pracy silników spalinowych. Silniki te mogą wtedy pracować dla napędzania okrętu i pozwalają na długotrwałe pływanie w niewielkim zanurzeniu. Mankamentem takiego rozwiązania jest duża hałaśliwość silników spalinowych, co demaskuje zanurzony okręt, a także duża uciążliwość dla załogi okrętu. Zalewanie przez fale morskie wlotu powietrza do chrap powoduje, że silniki spalinowe zasysają powietrze z wnętrza okrętu, co było przyczyną wypadków śmiertelnych.
Chrapy są obecnie stosowane zarówno na okrętach konwencjonalnych, jak i atomowych. Atomowe okręty podwodne są wyposażone w awaryjny napęd konwencjonalny i na jego potrzeby mogą korzystać z chrap.
Chrapy składają się z długiego przewodu powietrznego i głowicy, która wystaje ponad powierzchnię wody. W głowicy znajduje się chwyt powietrza z zaworem zapobiegającym zalewaniu przewodu powietrznego przez wodę. Wylot spalin jest zazwyczaj umieszczony pod wodą, co pozwala rozpuszczać spaliny w wodzie i zmniejszać ilość dymu widocznego na powierzchni wody.
Do czasu nastania ery okrętów atomowych, okręty podwodne były zaprojektowane do operowania na powierzchni wody przez większość czasu i zanurzanie się jedynie w celu przeprowadzania uników lub dla rzadkich ataków dziennych. W 1940, w nocy, niemieckie U-Booty były bezpieczniejsze na powierzchni wody niż w zanurzeniu, ponieważ używany przez sprzymierzonych sonar typu ASDIC mógł wykryć tylko okręty zanurzone i w większości wypadków był bezużyteczny dla wykrywania jednostek poruszających się na powierzchni morza. W wyniku ciągłego rozwoju metod radarowej detekcji i ataku, w ciągu posuwania się wojny naprzód, U-booty zostały zmuszone do przebywania przez coraz dłuższy czas pod wodą, płynąc na silnikach elektrycznych, które zapewniały mniejszą prędkość i  ograniczony zasięg.
Wbrew rozpowszechnionej opinii, z chrapami Niemcy mieli styczność wcześniej niż w 1940 roku, kiedy to przejęli holenderskie okręty podwodne O-25 oraz O-26 wyposażone w pewien rodzaj chrap. Już w roku 1933 profesor Hellmuth Walter przedstawił projekt szybkiego okrętu podwodnego wyposażonego w chrapy. Natomiast Holendrzy prowadzili prace nad urządzeniem zwanym przez nich "snuiver". Marynarka tego kraju eksperymentowała na początku 1938 z prostym systemem rur w okrętach podwodnych O-19 i O-20, które umożliwiały im podróżowanie na głębokości peryskopowej z włączonym napędem silników Diesla i jednoczesne ładowanie baterii napędowych dla silników elektrycznych.
Początkowo Kriegsmarine rozważała użycie chrap do zasysania świeżego powietrza dla załogi, jednak nie widziała potrzeby w zapewnianiu w ten sposób powietrza dla dieslowskich jednostek napędowych. Mimo to w 1943, w wyniku coraz większych strat U-Bootów, okręty typu VIIC oraz IXC zostały wyposażone w chrapy.
Pierwszym okrętem wyposażonym w eksperymentalne chrapy był U-58. Nowe wyposażenie testowano na Bałtyku latem 1943. Pierwszym okrętem bojowym który został wyposażony w chrapy był U-264 (grudzień 1943 roku). Jednak pierwszym okrętem wyposażonym w chrapy który wyszedł w rejs bojowy był U-539 (rozpoczął on patrol 2 stycznia 1944 roku). W czerwcu 1944 około połowa U-Bootów stacjonujących we Francji była wyposażona w to urządzenie.
W okrętach typu VII i IX chrapy składały się do przodu i były składowane w zagłębieniu górnego pokładu, przed kioskiem, odpowiednio na bakburcie oraz sterburcie.
Użytkownicy chrap napotykali na wiele problemów przy ich użytkowaniu. U-Boot z chrapami mógł rozwijać prędkość do sześciu węzłów w celu uniknięcia złamania tuby, a detekcja dźwiękowa zagłuszana była przez huk powietrza zasysanego w głąb rury. Okręt podwodny, który przebywał pod wodą więcej niż kilka godzin, napotykał na problem usuwania odpadów i musiał składować niepotrzebne obciążenie w środku, powodując powstanie wewnątrz nieprzyjemnego odoru.
Chrapy były wyposażone w automatyczne zawory, które zapobiegały dostaniu się wody morskiej do silników Diesla. Gdy zawory zamykały się, silniki zasysały powietrze z wnętrza okrętu. Powodowało to gwałtowne obniżenie ciśnienia, co było niezwykle bolesne dla uszu załogi i czasami powodowało nawet zerwanie błony bębenkowej. Ten ostatni problem wciąż istnieje na współczesnych okrętach podwodnych z napędem konwencjonalnym, jednak dzięki zastosowaniu czujników, które w przypadku nadmiernego spadku ciśnienia wewnątrz okrętu wyłączają silniki, został on zminimalizowany.
Nowoczesne konstrukcje chrap są mało awaryjne i kontrolowane przez prosty obwód elektryczny. Woda morska zalewająca szczyt masztu powoduje również zalanie elektrod zamontowanych na szczycie, zamykając w ten sposób obwód elektryczny. To powoduje upuszczenie skompresowanego powietrza i umożliwia górnemu zaworowi zamknięcie się. Kiedy czujniki wynurzają się z wody, otwierają ponownie obwód i następuje ponowne otwarcie zaworu.